# Biskupice (okres Pruszków)
Biskupice jsou vesnice v Polsku, která se nachází v Mazovském vojvodství, v okrese Pruszków, v gmině Brwinów.
V letech 1975–1998 vesnice náležela administrativně do Varšavského vojvodství.
Přes vesnici vede silnice číslo 720 z Nadarzyna a Brwinówa do Błonie, od které na východ odbočuje cesta do Krosny a Koszajce. Na hranici Biskupic a Brwinówa teče řeka Zimna Woda, přítok Utraty. Ve vsi sídlí jednotka Sboru dobrovolných hasičů.

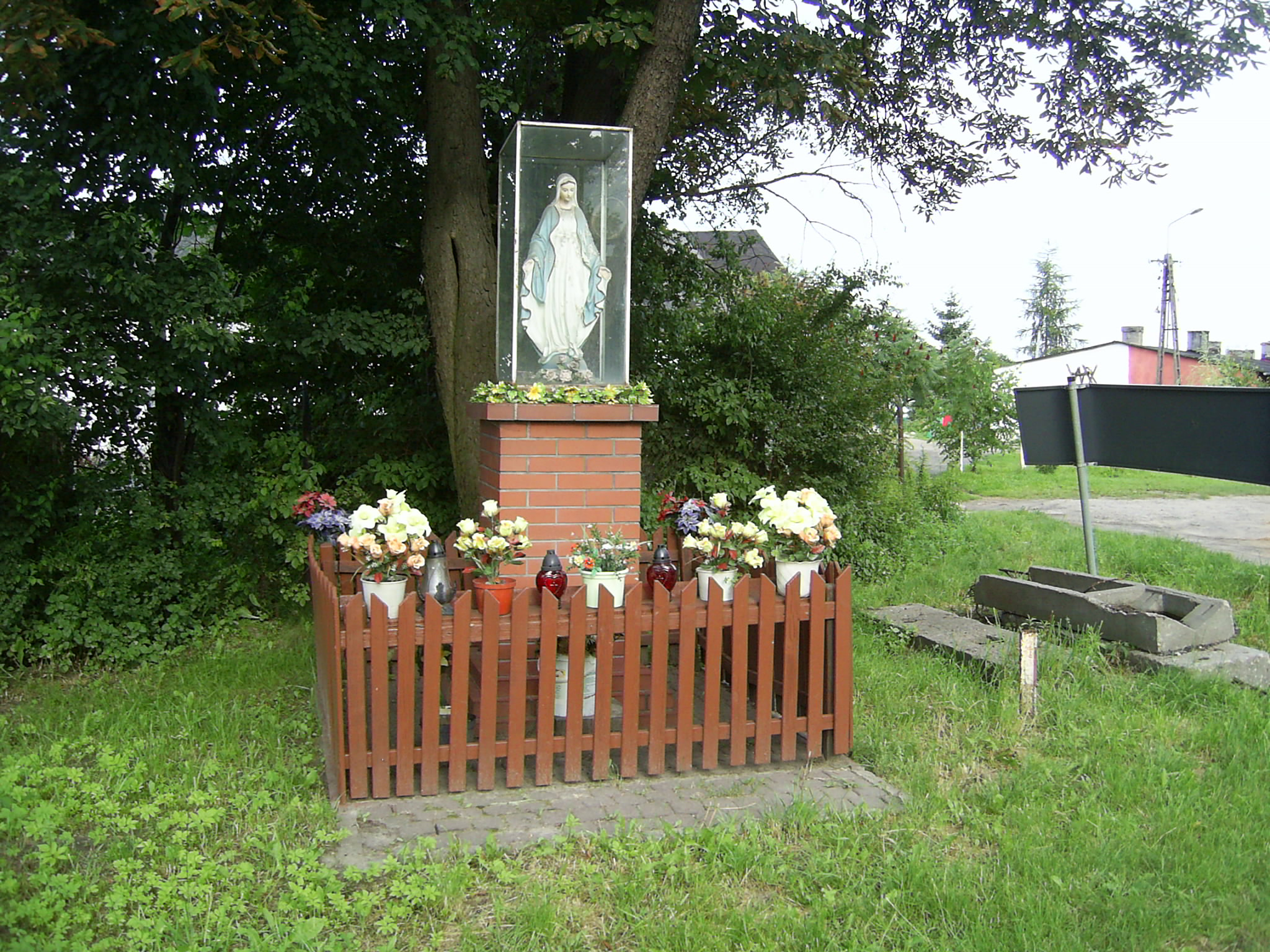
Kaplička u křižovatky v Biskupicích